# Robert Ugrina
Robert Ugrina (Zagreb, 1974.) hrvatski je kazališni, televizijski i filmski glumac.

## Životopis
Prvi "hit" pjevao je s 5 godina u Trešnjevačkim mališanima. Diplomirao je glumu na Akademiji dramskih umjetnosti u Zagrebu. S ranijim je radom bio istaknut aktivnim djelovanjem u kazalištu Gavella. Široj je javnosti poznat po televizijskim ulogama u komedijama Bumerang, Zakon! i Ko te šiša. Zapažena mu je uloga u filmu Metastaze Branka Schmidta.

## Filmografija

### Televizijske uloge
- "U dobru i zlu" kao Anđelko (2024.)
- "Kumovi" kao mesar Jere (2023.)
- "Mrkomir Prvi" kao lažni Tvrdiša (2020.)
- "Na Granici" kao lula (2018.)
- "Ko te šiša" kao Joža (2018.)
- "Zlatni dvori" kao Mislav (2016. – 2017.)
- "Kud puklo da puklo" kao Vjeko (2014. – 2016.)
- "Crno-bijeli svijet" kao Pajzlek (2015. – 2019.)
- "Odmori se, zaslužio si" kao Crni (2013.)
- "Stipe u gostima" kao Žac, Joža, portir (2009. – 2011.)
- "Provodi i sprovodi" kao Briški (2011.)
- "Najbolje godine" kao vlasnik hotela (2011.)
- "Zakon!" kao policajac Mateo Ćirić (2009.)
- "Zauvijek susjedi" kao Suhi Ivan (2008.)
- "Bitange i princeze" kao Medo Brundo/pogrebnik Haljinović/glas s vrpce/Bero (glas) (2007. – 2008.)
- "Dobre namjere" kao inspektor (2007. – 2008.)
- "Naša mala klinika" kao Mihajl Grotovski (2007.)
- "Bibin svijet" kao Robi (2007.)
- "Bumerang" kao majstor Drago (2005. – 2006.)
- "Balkan Inc." kao Brat II. (2006.)
- "Odmori se, zaslužio si: Božićni specijal" kao zaštitar (2005.)
- "Zabranjena ljubav" kao Domagoj Nola (2005.)

### Filmske uloge
- "Čovjek koji nije mogao šutjeti" kao brkati muškarac (2024.)
- "Ustav Republike Hrvatske" kao Damir Pivac (2016.)
- "Inspektor Martin i banda puževa" kao Franjo (2012.)
- "Košnice" kao vozač u autobusu (2012.)
- "Ljudožder vegetarijanac" kao dr. Soldo (2012.)
- "Josef" kao desetnik Berket (2011.)
- "Fleke" kao tramvajac (2011.)
- "Metastaze" kao Kizo (2009.)
- "Nije kraj" kao policajac na granici (2008.)
- "Pjevajte nešto ljubavno" kao kum (2007.)
- "Otac" (2005.)
- "Što je muškarac bez brkova?" kao Miljenko (2005.)
- "Snivaj, zlato moje" kao Ladović #2 (2005.)
- "Holding" kao akviziter (2001.)
- "Nebo, sateliti" kao hrvatski vojnik #1 (2000.)
- "Četverored" kao general Herenčić (1999.)
- "Sunčana strana subote" (1999.)

### Kazališne uloge
- "Brak iz računa"
- "Iz Kabula s ljubavlju"
- "Kako nastaje predstava"
- "Radio Tesla"
- "Sve o muškarcima"
- "Vjenčani list"

### Sinkronizacija
- "Mačak u čizmama: Posljednja želja" kao tata medvjed (2022.)
- "Hotel Transilvanija: Trasformanija" kao Mumi (2022.)
- "Playmobil Film" kao Ook Ook, Sven i Seadog (2020.)
- "Vik i čarobni mač" kao Halvar (2020.)
- "Spužva Bob Skockani: Spužva u bijegu" kao El Diablo [Danny Trejo] (2020.)
- "Scooby-Doo!" kao Kapetan Kamen i Muttley (2020.)
- "Dolittle" kao Kralj Rassouli (2020.)
- "Kako izdresirati zmaja 3" kao Stoik (2019.)
- "Ukradena princeza" kao gangster (2018.)
- "Asterix: Tajna čarobnog napitka" kao Namoljomix (2018.)
- "Hotel Transilvanija 3" kao Mumi (2018.)
- "Oto: Istraživač dubina" kao Luigi (2017.)
- "Lego Batman Film" kao Sauron (2017.)
- "Pjevajte s nama" kao Medvjed (2016.)
- "Angry Birds Film 1" kao Sudac Pekinpah (2016.)
- "Malci" kao Walter Nelson Jr. (2015.)
- "Mune: Čuvar mjeseca" kao Mox (2015.)
- "Hotel Transilvanija 2" kao Mumi (2015.)
- "Kako izdresirati zmaja 2" kao Stoik (2014.)
- "Bijeg s planeta Zemlje" kao Doc (2014.)
- "Rio 2" kao Rafael (2014.)
- "Povratak u Oz" kao lav (2014.)
- "Avioni 2" kao Cug [Brad Garrett] (2014.)
- "Avioni 1" kao Cug [Brad Garrett] (2013.)
- "Robi: Uzbuna na Orlovu vrhu" kao šef Pandurić (2013.)
- "Štrumpfovi 2" kao Mrgud (2013.)
- "Oblačno s ćuftama 2" kao policajac Ante (2013.)
- "Oblačno s ćuftama" kao policajac Ante (2009.)
- "Hotel Transilvanija" kao Mumi (2012.)
- "Sammy 2: Morska avantura" kao Filip (2012.)
- "Pupijeva potraga" kao Murray (2012.)
- "Pet legendi" kao Djed Božičnjak Sjever (2012.)
- "Rio 1" kao Rafael (2011.)
- "Kung Fu Panda 2" kao gorila i vuk (2011.)
- "Simsala Grimm" (2011.)
- "Gnomeo i Julija" kao Tibald (2011.)
- "Mačak u čizmama" kao Raoul, zatvorski čuvar (2011.)
- "Rango" kao Senior Flan (2011.)
- "Štrumpfovi" kao Mrgud (2011.)
- "Auti 2" kao Bavrug (2011.)
- "Winx Club 3D: Čarobna avantura" (2010.)
- "Arthur 3: Rat dvaju svjetova" kao Mrakos (2010.)
- "Svemirska avantura" kao Kazbek (2010.)
- "Moj ljubimac Marmaduke" kao Frka (2010.)
- "Vrlo zapetljana priča" kao lopov s kukom [Brad Garrett] (2010.)
- "Kako izdresirati zmaja 1" kao Stoik (2010.)
- "Fantazija 2000" kao Penn i Teller (2010.)
- "Velika avantura malog dinosaura" kao Solomon (2009.)
- "Astro Boy" kao Robotsky, Mirotvorac i majstor bokserskog robota (2009.)
- "Casper u školi strave" kao Thatch (2009. – 2012.)
- "Čudovišta protiv vanzemaljaca" kao general Deo Deri (2009.)
- "Nebesa" kao Gama (2009.)
- "Princeza i žabac" kao James (2009.)
- "Neobična zubić vila" kao štakorski pjevač (2008.)
- "Zvončica" (2008.)
- "Igor" kao Kralj Malbert (2008.)
- "Lovci na zmajeve" kao Lord Arnold (2008.)
- "Madagaskar 2: Bijeg u Afriku" kao Moto Moto [Will.i.Am] (2008.)
- "Strikeball utakmica na Uskršnjem otoku" kao Grmljavina (2008.)
- "Niko: Božićna potraga" (2008.)
- "Stravičan u Ludi Svijet" kao Crni Corsar (2008.)
- "Priča o mišu zvanom Despero" kao Gregor (2008.)
- "Horton" kao Vlado Vladimir (2008.)
- "Knjiga o džungli 2" (2008.)
- "Kong: Povratak u džunglu" kao Tannenbaum (2007.)
- "Ninja kornjače" kao Michelangelo i ubojica (2007.)
- "Osmjehni se i kreni! i čađa s dva Plamenika" kao Megano (2007.)
- "Juhu-hu" kao Horst (2007.)
- "Divlji valovi" (2007.)
- "Tristan i Izolda" kao Morholt, mornar, Ganelonov pomoćnik, razbojnik i građanin (2006.)
- "Bratz: Duh Magija" kao Sebastian Eziz (2006.)
- "Arthur u zemlji Minimoya" kao Mrakos (2006.)
- "Mravator" kao Svjetleći crv (2006.)
- "Pusti vodu da miševi odu" (2006.)
- "Kad krave polude" kao Ben (2006.)
- "Zov divljine" kao Samson (2006.)
- "Ledeno doba 2: Zatopljenje" kao ptica strvinar #2 (2006.)
- "Pipi Duga Čarapa" kao Mrga Krele (2006.)
- "Preko ograde" kao Viktor [Nick Nolte] (2006.)
- "Ples malog pingvina" kao pripovjedač, leopard i Trev (2006.)
- "Čiča miča, (ne)sretna je priča 1" kao vuk [Jon Polito] (2006.)
- "Vremenske svjetiljke tajanstvenog otoka" kao Fuscus (2006.)
- "Tko je smjestio Crvenkapici 1?" kao Dolph (2006.)
- "Skatenini i Zlatne dine" kao Bigob (2006.)
- "Ružno pače i ja" kao Franjo (2006.)
- "Animotoza u zemlji Nondove" kao Baubrum (2005.)
- "Okretala se i čarolija zrcala" kao Antagos (2004.)
- "Sinbad: Legenda o sedam mora" (2003.)
- "Shrek 1" (2001.)
- "Josip: Kralj snova" (2000.)
- "Avatar: Posljednji vladar zraka" kao Bumi (1. sezona)
- "Lilo i Stitch" (serija)
- "Spužva Bob Skockani" kao Eugen Klještić (Project 6 sink)
- "Bikeri s Marsa" kao Oskar Guzina
- "Pustolovine Marka i Goge" kao Grof Jagor
- "Pisma od Felixa kao Nicholas i otac
- "Mravi" kao Brada (1998.)
- "Cubix" kao Mong
- "Avanture Sharkboya i Lavagirl" kao Mr. Electric

## Vanjske poveznice
- Robert Ugrina u internetskoj bazi filmova IMDb-u (engl.)
- Ugrina na My Movies